# 忠誠
忠誠（ちゅうせい）とは、自らが所属する国家、団体、それらの権力者、または思想に対し，尊敬の念を伴った献身と服従の態度を示すことである。
古くから社会構造を形成する重要な要素と考えられており、儒教における重要な徳目の一つとして「忠」があげられている。その意味は二つあり、一つは忠信という語の示すように心の在り方、もう一つは君臣関係を律するものという限定した使用法である。日本においては、同じく儒教の重要な徳目で、身近な人間への心遣いをあらわす「孝」より、忠を優先する考え方となったが、元となった中国では「孝」を優先するのが一般的である。

## 外国の忠誠
英語で忠誠を表す語には、Allegiance Fidelity、Loyaltyがある。
- Fidelity：約束・主義などに従うこと
- Loyalty：個人の心、感情から来る献身を表す。
- Allegiance：国や組織への義務的な忠誠

「Allegiance」には、二つの種類があると考えられている。一つは、生まれながらに所属していた国家や主権者へ示す忠誠（natural allegiance）、もう片方は、帰化した国家などに示す忠誠（local allegiance）である。
イギリスでは、原則として国王の領土内で出生した者はイギリス臣民として「国王への忠誠」を義務とし、国王は「イギリス臣民に対する保護義務」を持つ。

### 忠誠の儀式
中世において、主君と家臣は主従関係を結ぶ際、オマージュと呼ばれる叙任式を執り行われていた。現代においては、忠誠宣誓（loyalty oath）とよばれる忠誠の誓い (アメリカ)、忠誠宣誓 (ドイツ)など、各国で帰化の際や、公式行事で行われている。
イスラム圏においては、バイア（アラビア語: بَيْعَة）と呼ばれる「忠誠の誓い」が存在する。

## 社会心理学での研究
社会心理学の分野で忠誠心は、1980年に組織コミットメントという操作性の高い概念が輸入されて以来、盛んに研究されている。
組織コミットメントとは、「ある特定の組織に対する個人の同一化および 関与の強さ」が代表的な定義とされているが、研究者や目的によって定義は変化するため一概には言えない。分かりやすく書くと「組織に対して、どれだけ貢献したいのか」という傾向のことである。
ベッカーは組織コミットメントを情緒的、功利的な要素で分類し、その後、メイヤーとアレンが感情的要素、存続的要素、規範的要素に再分類を行った。感情的要素は組織への愛着，存続的要素とは給金などの損得、規範的要素とは、それまでの研究に無かった義務感・倫理観等の規範に従い、そうすべきだからするという概念である。
これらの研究の結果によって、OCQ（Organizational. Commitment Questionnaire）という尺度を用いて、従業員などの組織への忠誠心、貢献意識（コミットメント）の傾向と高さをはかることが可能となっている。